# Melbourne City FC
Melbourne City FC (założony jako Melbourne Heart FC) – australijski, profesjonalny klub piłkarski z siedzibą w Melbourne (Wiktoria), założony w 2009 roku. Zespół występuje w rozgrywkach A-League; zdobywca pucharu FFA Cup z 2016 roku.

## Historia

### Założenie
Opublikowany w 2003 roku Report of the Independent Soccer Review Committee przyczynił się do reorganizacji rozgrywek piłkarskich w Australii. Doprowadził do likwidacji rozgrywek National Soccer League (NSL) oraz wytyczył podstawy dla funkcjonowania nowych rozgrywek – A-League. Football Federation Australia (FFA) w listopadzie 2004 roku zaakceptowała osiem ofert drużyn, które przystąpiły do rozgrywek A-League. FFA prowadziła politykę „jednego klubu z jednego miasta” i w 2004 roku do rozgrywek A-League przystąpiła drużyna Melbourne Victory FC. Jednocześnie od sezonu 2005/2006 przez okres kolejnych 5 lat inny zespół z tego samego miasta nie mógł występować w rozgrywkach A-League.
W dniu 12 lutego 2007 roku South Melbourne FC ogłosiło chęć przystąpienia do rozgrywek A-League po wygaśnięciu 5-letniego okresu, w którym to jeden klub reprezentował jedno miasto. W ramach oferty klubu South Melbourne FC miał zostać sprywatyzowany i występować w rozgrywkach pod nazwą Southern Cross FC. Ponadto w dniu 1 marca 2008 roku były wiceprezes klubu Carlton Football Club i biznesmen Colin DeLutis zaproponował ofertę dla drugiego zespołu z Melbourne pod nazwą Melbourne City (nie mylić z obecną nazwą klubu). W maju 2008 roku FFA poinformowała o planowanym powiększeniu liczby zespołów występujących w rozgrywkach A-League od sezonu 2009/2010. Jednocześnie sekretarz generalny FFA Ben Buckley poinformował o trzeciej ofercie, która była złożona przez Petera Sidwella pod nazwą Melbourne Heart. W dniu 25 lipca 2008 roku z procedury przetargowej została odrzucona oferta klubu Melbourne City. Natomiast 26 września 2008 roku FFA odrzuciła ofertę złożoną przez klub South Melbourne FC i finalnie zwyciężyła oferta klubu Melbourne Heart. Oficjalnie FFA 12 czerwca 2009 roku przyznała licencje klubowi Melbourne Heart (nazwa robocza) na występowanie w rozgrywkach A-League od sezonu 2010/2011.
W dniu 2 lutego 2010 roku oficjalnie zostało ogłoszone, że nowy klub będzie nazywał się Melbourne Heart FC oraz został zaprezentowany herb i barwy klubowe (czerwono-białe).

### A-League
Pierwszym trenerem w historii klubu został Holender John van ’t Schip, który został zatrudniony w dniu 13 października 2009 roku. Melbourne Heart FC zainaugurował rozgrywki w A-League w dniu 5 sierpnia 2010 roku w domowym spotkaniu przeciwko Central Coast Mariners FC. Spotkanie zakończyło się zwycięstwem gości w stosunku 0:1. W inauguracyjnym sezonie 2010/2011 klub uplasował się na 8. miejscu w sezonie zasadniczym z dorobkiem 35 punktów i nie uzyskał awansu do serii finałowej rozgrywek. W sezonie 2011/2012 Melbourne Heart zajęło 6. miejsce w sezonie zasadniczym co premiowało klub do występów w serii finałowej rozgrywek. Serię finałową klub Melbourne Heart zakończył na etapie rundy eliminacyjnej. Melbourne Heart uległo zespołowi Perth Glory FC w stosunku 0:3. Do końca sezonu trenerem klubu był John van ’t Schip, natomiast od sezonu 2012/2013 został zastąpiony przez Australijczyka Johna Aloisi.
W sezonach 2012/2013 i 2013/2014 Melbourne Heart ani razu nie zakwalifikowało się do serii finałowej rozgrywek A-League. W sezonie 2013/2014 klub zakończył zmagania na 10. ostatnim miejscu w sezonie zasadniczym. Ponadto po 12. kolejce sezonu zasadniczego (2013/2014) trener John Aloisi został zastąpiony przez John van ’t Schip.
W styczniu 2014 roku klub Melbourne Heart FC został wykupiony przez spółkę holdingową City Football Group (właściciel m.in.: angielskiego zespołu Manchester City F.C. i amerykańskiego klubu New York City FC) w partnerstwie z australijskim zespołem rugby Melbourne Storm. Decyzja o przejęciu kluby została zatwierdzona przez FFA 23 stycznia 2014 roku. Zmiana nazwy z Melbourne Heart FC na Melbourne City FC została zatwierdzona w dniu 5 czerwca 2014 roku. Razem ze zmianą nazwy drużyny został zmieniony herb i barwy klubowe na błękitne. Od sezonu 2014/2015 klub występuje w rozgrywkach A-League pod nazwą Melbourne City FC. W sierpniu 2015 roku spółka City Football Group stała się jedynym właścicielem klubu poprzez odkupienie udziałów od klubu Melbourne Storm.
Za drugiej kadencji trenera Johna van 't Schipa Melbourne City w sezonach 2014/2015 i 2015/2016 za każdym razem uzyskiwał awans do serii finałowej rozgrywek, którą kończył na etapie półfinału. Przegrywając odpowiedni z Melbourne Victory (0:3) i Adelaide United FC (1:4). W trakcie sezonu 2016/2017 Melbourne City triumfował w rozgrywkach FFA Cup (2016). W finale Melbourne City podejmowało drużynę Sydney FC. Finał zakończył się zwycięstwem klubu z Melbourne w stosunku 1:0. Trener John van 't Schip po 13. kolejce sezonu zasadniczego (2016/2017) został zastąpiony przez Australijczyka Michaela Valkanisa, który poprowadził klub do końca sezonu. Sezon zasadniczy Melbourne City zakończyło na 4. miejscu, a w serii finałowej uległo drużynie Perth Glory w stosunku 0:2.
W dniu 19 czerwca 2017 roku na stanowisko trenera został zatrudniony Anglik Warren Joyce. W sezonie 2017/2018 Melbourne City uplasował się na 3. miejscu w sezonie zasadniczym z dorobkiem 43 punktów i wystąpił w serii finałowej. W serii finałowej Melbourne City w półfinale rozgrywek uległ drużynie Newcastle United Jets FC w stosunku 1:2. Natomiast w sezonie zasadniczym 2018/2019 klub zakończył zmagania na 5. miejscu, a w serii finałowej wystąpił w rundzie eliminacyjnej. W rundzie eliminacyjnej Melbourne City uległo po dogrywce drużynie Adelaide United w stosunku 0:1. Po zakończonym sezonie Warren Joyce został zwolniony ze stanowiska trenera. Od sezonu 2019/2020 trenerem klubu będzie Francuz Erick Mombaerts.

### Melbourne City FC w poszczególnych sezonach
| Sezon     | Miejsce | M  | Z  | R  | P  | B       | Pkt | Seria finałowa     | FFA Cup     | Azjatycka Liga Mistrzów |
| --------- | ------- | -- | -- | -- | -- | ------- | --- | ------------------ | ----------- | ----------------------- |
| 2010/2011 | 8       | 30 | 8  | 11 | 11 | 32 – 42 | 35  | brak awansu        | –           | –                       |
| 2011/2012 | 6       | 27 | 9  | 10 | 8  | 35 – 34 | 37  | runda eliminacyjna | –           | –                       |
| 2012/2013 | 9       | 27 | 8  | 3  | 16 | 31 – 40 | 27  | brak awansu        | –           | –                       |
| 2013/2014 | 10      | 27 | 6  | 8  | 13 | 36 – 42 | 26  | brak awansu        | –           | –                       |
| 2014/2015 | 5       | 27 | 9  | 8  | 10 | 36 – 41 | 35  | półfinał           | 1/16 finału | –                       |
| 2015/2016 | 4       | 27 | 13 | 5  | 9  | 63 – 44 | 44  | półfinał           | półfinał    | –                       |
| 2016/2017 | 4       | 27 | 11 | 6  | 10 | 49 – 44 | 39  | rudna eliminacyjna | zwycięzca   | –                       |
| 2017/2018 | 3       | 27 | 13 | 4  | 10 | 41 – 33 | 43  | półfinał           | ćwierćfinał | –                       |
| 2018/2019 | 5       | 27 | 11 | 7  | 9  | 39 – 32 | 40  | runda eliminacyjna | ćwierćfinał | –                       |
| 2019/2020 |         |    |    |    |    |         |     |                    | finalista   | –                       |

Źródło: www.ultimatealeague.com.
Legenda:

    mistrzostwo ligi, 1. miejsce w sezonie zasadniczym lub zwycięstwo w innych rozgrywkach;

    2. miejsce w sezonie zasadniczym lub finał rozgrywek;

    3. miejsce w sezonie zasadniczym lub 3. miejsce w innych rozgrywkach.

## Rezerwy i sekcja kobieca

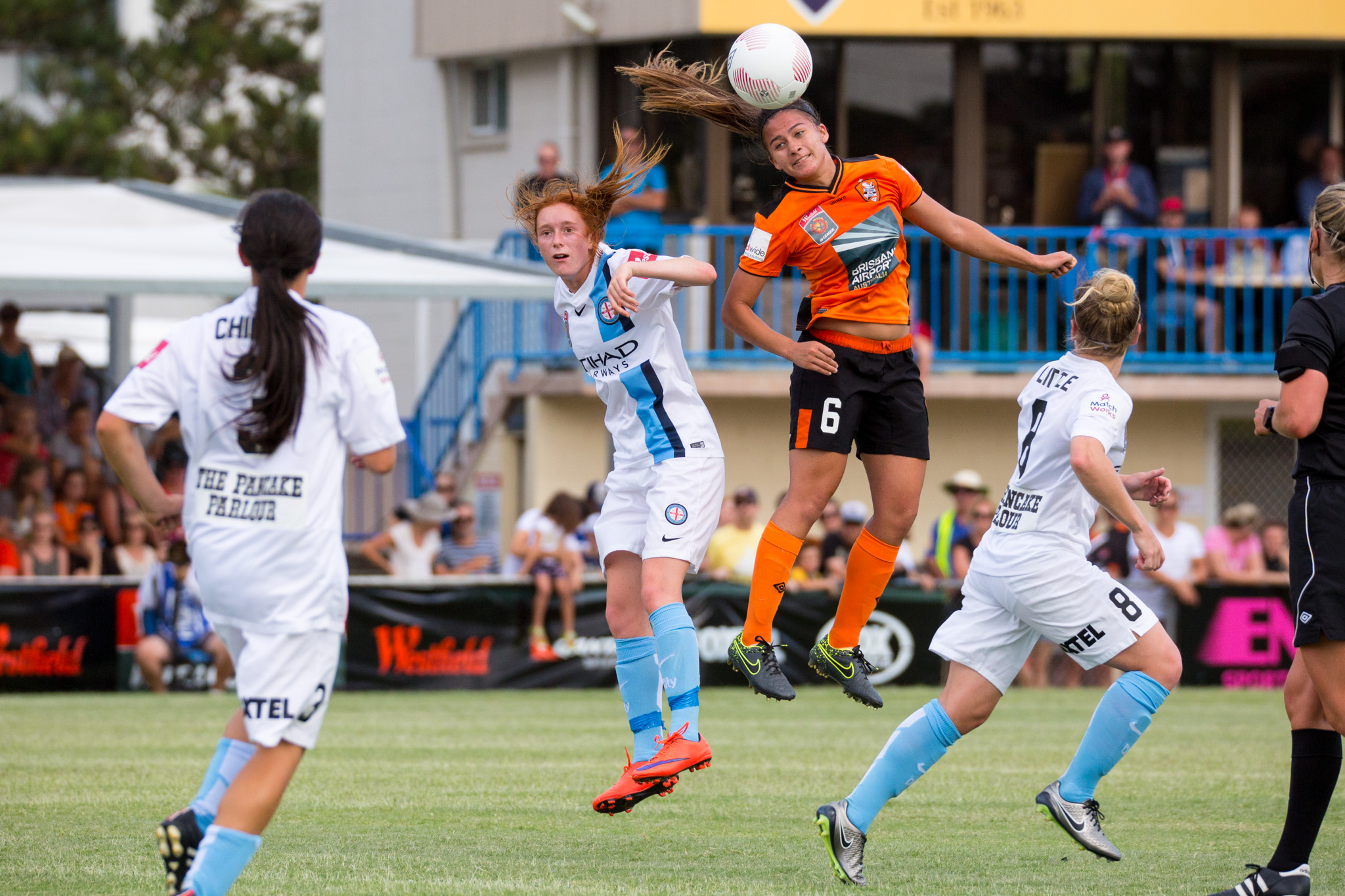
Mecz pomiędzy kobiecymi zespołami Brisbane Roar FC i Melbourne City (wynik 0:1; 28 grudnia 2015)

### Rezerwy
Sekcja młodzieżowa klubu Melbourne City FC (ówcześnie pod nazwą Melbourne Heart FC) została założona w 2011 roku i przystąpiła do rozgrywek A-League National Youth League (od sezonu 2018/2019 funkcjonują pod nazwą Y-League). Zespół młodzieżowy w latach 2015 i 2017 zdobywał mistrzostwo Australii w rozgrywkach młodzieżowych oraz dwukrotnie triumfował w sezonie zasadniczym w Konferencji A (2017, 2018). Dodatkowo rezerwy klubu od 2015 roku przystąpiły do rozgrywek stanowych National Premier Leagues Victoria 2 (drugi poziom rozgrywek w stanie Wiktoria).

### Sekcja kobieca
Sekcja kobieca klubu Melbourne City FC została założona w 2015 roku i przystąpiła do rozgrywek W-League od sezonu 2015/2016. Inauguracyjne spotkanie odbyło się 18 października 2015 roku w meczu wyjazdowym przeciwko kobiecemu zespołowi Sydney FC. Spotkanie zakończyło się zwycięstwem klubu Melbourne City w stosunku 0:6. Sekcja kobieca klubu czterokrotnie sięgała po mistrzostwo Australii w latach 2016, 2017, 2018 i 2019 oraz w latach 2016 i 2020 triumfowała w sezonie zasadniczym rozgrywek.

## Sukcesy

### Seniorzy
- Zwycięzca pucharu FFA Cup (1): 2016;
- Finalista pucharu FFA Cup (1): 2019.

### Juniorzy
- Mistrz Australii w rozgrywkach młodzieżowych (2): 2015, 2017;
- Finalista Grand Final (1): 2017;
- Zwycięzca Konferencji A (2): 2017, 2018.

### Sekcja kobiet
- Mistrz Australii (4): 2016, 2017, 2018, 2020;
- Zwycięzca sezonu zasadniczego (2): 2016, 2020.

## Trenerzy

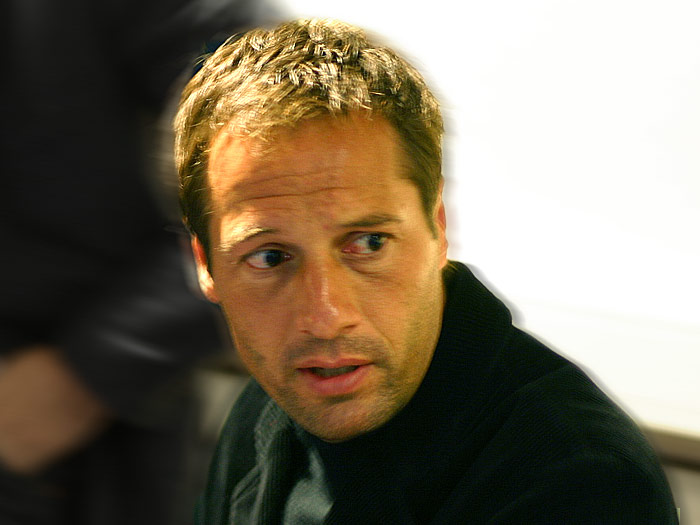
John van ’t Schip, trener Melbourne City w latach 2009–2012 oraz 2013 – 2017

| Lp. | Trenerzy          | Lata                                   |
| --- | ----------------- | -------------------------------------- |
| 1   | John van 't Schip | 13 października 2009 – 5 kwietnia 2012 |
| 2   | John Aloisi       | 8 maja 2012 – 29 grudnia 2013          |
| 3   | John van 't Schip | 30 grudnia 2013 – 3 stycznia 2017      |
| 4   | Michael Valkanis  | 4 stycznia 2017 – 18 czerwca 2017      |
| 5   | Warren Joyce      | 19 czerwca 2017 – 30 czerwca 2019      |
| 6   | Erick Mombaerts   | 1 lipca 2019 –                         |

## Stadion

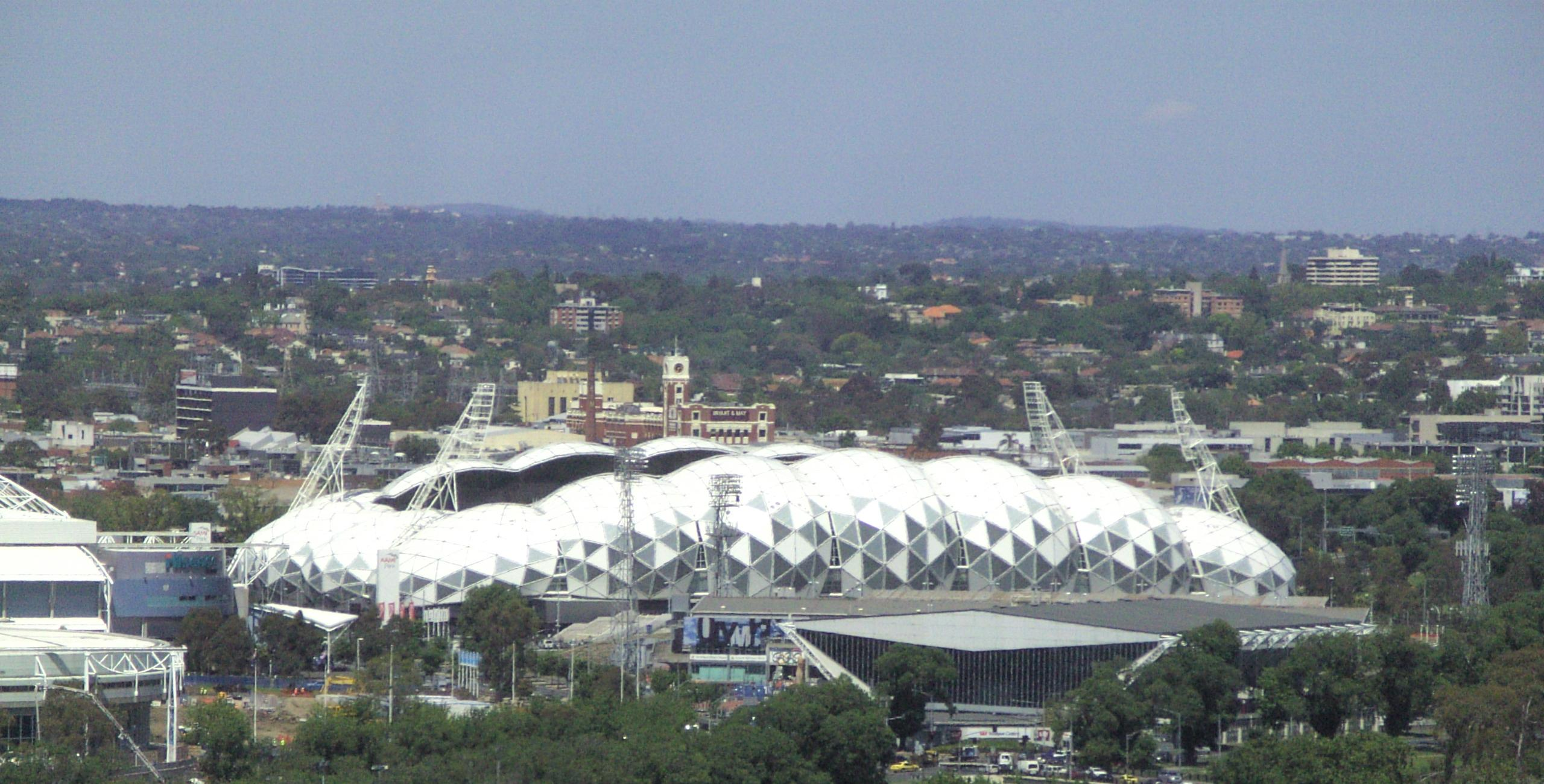
Melbourne Rectangular Stadium

Melbourne City od czasu przystąpienia do rozgrywek A-League w sezonie 2010/2011 rozgrywa swoje mecze domowe na obiekcie Melbourne Rectangular Stadium o pojemności 30 050 widzów. Stadion został oddany do użytku w 2010 roku, położony jest przy ulicy Olympic Boulevard (City of Melbourne). Transport publiczny w okolicy stadionu obsługiwany jest przez komunikację autobusową, tramwajową oraz kolejową (stacje Richmond i Jolimont). Dodatkowo w sąsiedztwie stadionu znajduje się parking samochodowy dla kibiców.
Melbourne City sporadycznie swoje mecze domowe w A-League rozgrywał również na innych obiektach sportowych w Australii. Dotychczas w roli gospodarza wystąpił na dwóch innych stadionach:
- Latrobe City Stadium w Morwell (Wiktoria);
- Lavington Sports Ground w Albury (Nowa Południowa Walia).

## Kibice i rywalizacje

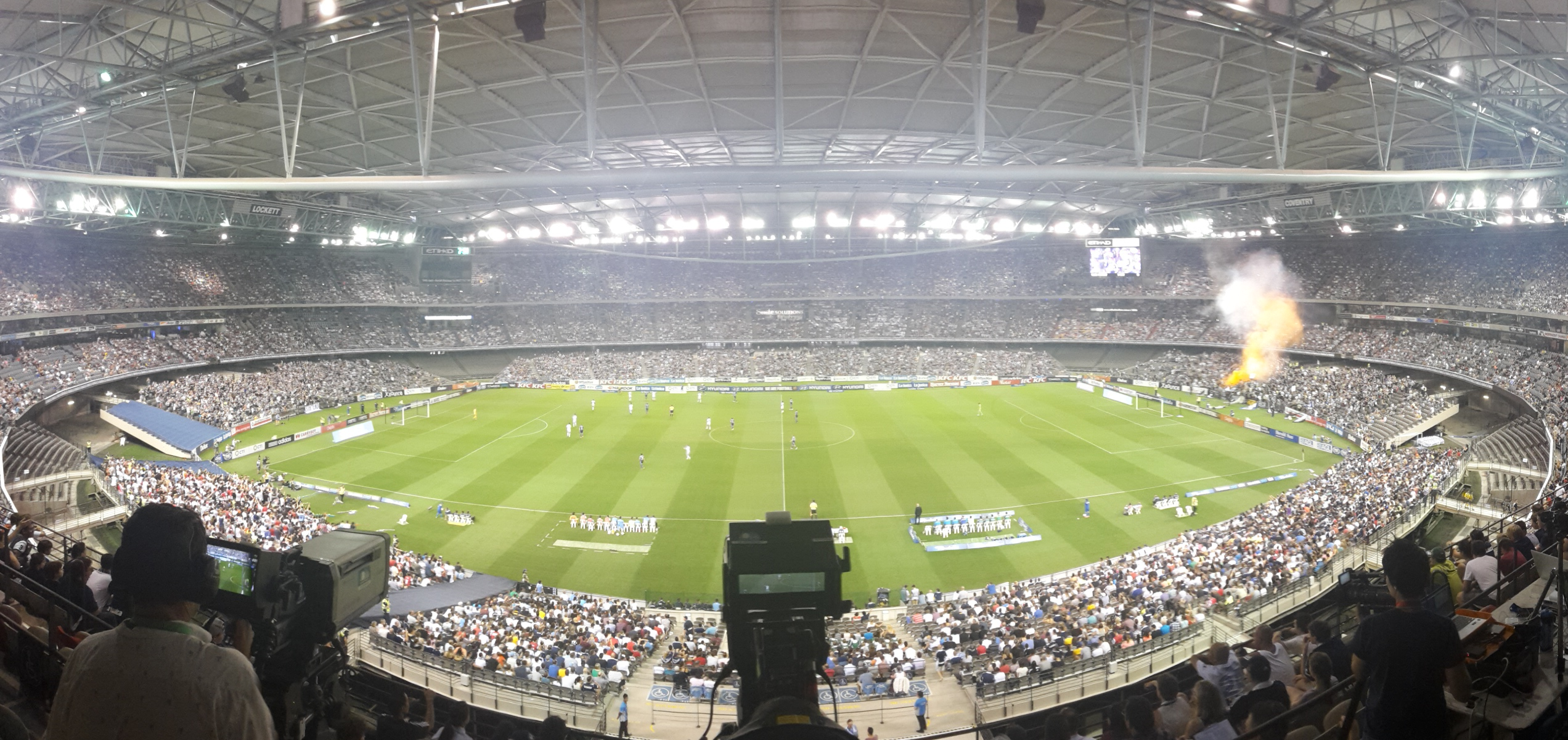
Spotkanie derbowe rozgrywane na Stadionie Docklands

Pierwszą grupą kibiców prowadzących doping na meczach Melbourne Heart była grupa Yarraside, która funkcjonowała do czerwca 2014 roku. Grupa zdecydowała o samorozwiązaniu po przejęciu klubu przez spółkę City Football Group i zmianie nazwy klubu oraz barw klubowych. Po zmianie nazwy klubu na Melbourne City doping prowadziła grupa The Melburnians. Grupa The Melburnians działała do grudnia 2018 roku. Grupa zadecydowała o samorozwiązaniu z powodów spadającej liczby kibiców działających w ramach grupy oraz restrykcyjnego podejścia ze strony lokalnej policji, ochrony stadionowej oraz władz klubowych i związku piłkarskiego FFA. Grupa ostatni doping prowadziła na domowym, derbowym meczu rozegranym w dniu 22 grudnia 2018 roku (wynik 1:1).

### Derby Melbourne
Derby Melbourne, lokalne derby rozgrywane pomiędzy dwoma zespołami ze stolicy stanu Wiktoria: Melbourne City FC i Melbourne Victory FC. Do pierwszego spotkania między obiema drużynami doszło 8 października 2010 roku i zakończyło się zwycięstwem Melbourne Heart w stosunku 1:0. Ponadto obie drużyny rozgrywają swoje mecze domowe na obiekcie Melbourne Rectangular Stadium.

#### Bilans pojedynków Melbourne City FC – Melbourne Victory FC
| Rozgrywki | M  | Z  | R | P  | B+ | B– | +/− |
| --------- | -- | -- | - | -- | -- | -- | --- |
| A-League  | 28 | 9  | 7 | 12 | 39 | 45 | -6  |
| FFA Cup   | 1  | 1  | 0 | 0  | 2  | 0  | +2  |
| Ogółem    | 29 | 10 | 7 | 12 | 41 | 45 | -4  |

Stan na 9 maja 2019 roku.

## Rekordy
Stan na 9 maja 2019 roku.
Najwyższa wygrana:
- Wellington Phoenix FC 0:5 Melbourne Heart FC (16 lutego 2014);
- Heidelberg United FC 0:5 Melbourne City FC (29 września 2015, FFA Cup);
- Melbourne City FC 5:0 Adelaide United FC (21 stycznia 2018);
- Melbbourne City FC 5:0 Central Coast Mariners FC (26 kwietnia 2019).

Najwyższa porażka:
- Brisbane Roar FC 4:0 Melbourne Heart FC (25 września 2009);
- Wellington Phoenix FC 5:1 Melbourne City FC (30 listopada 2014);
- Melbourne City FC 0:4 Sydney FC (10 lutego 2018).

Najwięcej zwycięstw z rzędu:
- 5 spotkań (4 grudnia do 29 grudnia 2011; od 31 stycznia do 1 marca 2014 i od 2 sierpnia do 15 października 2016).

Najwięcej porażek z rzędu:
- 5 spotkań (od 3 marca do 30 marca 2013 i od 27 października do 24 listopada 2013).

Najdłuższa seria bez przegranego meczu:
- 7 spotkań (od 17 stycznia do 1 marca 2014).

Najdłuższa seria bez wygranego meczu:
- 19 spotkań (od 3 marca 2013 do 10 stycznia 2014).